# Schizogenius crenulatus
Schizogenius crenulatus är en skalbaggsart som beskrevs av Leconte 1851. Schizogenius crenulatus ingår i släktet Schizogenius och familjen jordlöpare. Inga underarter finns listade i Catalogue of Life.